# Kole
Kole este un oraș în  provincia Katanga, Republica Democrată Congo. În 2012 avea o populație de 4 787 de locuitori, iar în 2004 avea 4 062.